# Philarète Chasles

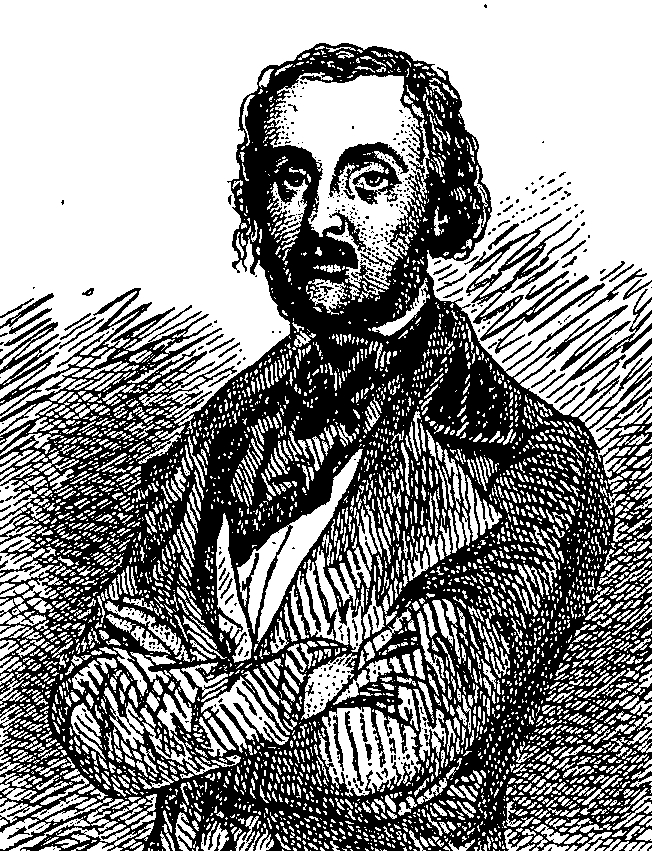
Philarète Chasles.
Illustration aus Mirecourts Philarète Chasles, 1857.

Philarète Victor Euphémion Chasles (* 6. Oktober 1798 in Mainvilliers (Eure-et-Loir); † 18. Juli 1873 in Venedig) war ein französischer Journalist und Literaturkritiker.

## Leben und Werk
Chasles war der Sohn von Pierre Jacques Michel Chasles (1754–1826), einem der bürgerlichen Mitglieder des Nationalkonvents, die 1793 für die Hinrichtung Königs Ludwig XVI. stimmten. Seinem Sohn ließ er eine Erziehung angedeihen, die sich an den Idealen von Rousseaus Emile orientierte. Mit 15 Jahren begann Philarète Chasles eine Lehre bei einem Buchdrucker. Als sich 1815 herausstellte, dass sein Meister in eine der in diesem Jahr zahlreichen politischen Verschwörungen verwickelt war, wurde auch Chasles verhaftet und verbrachte zwei Monate im Gefängnis. Nach seiner Freilassung, für die sich François-René de Chateaubriand persönlich eingesetzt hatte, ging Chasles nach London, wo er beim Verleger Abraham John Valpy seine Ausbildung fortsetzte. Hier begann er, Zeitschriftenartikel zu veröffentlichen. Nach seiner Rückkehr nach Frankreich setzte er seine journalistische Karriere fort und veröffentlichte in Zeitschriften wie der Revue des Deux Mondes, der Revue britannique sowie dem Journal des Débats, dem er auch lange Jahre als Redakteur verbunden war. 1837 wurde er zu einem der Kuratoren der Bibliothèque Mazarine ernannt. 1841 wurde er auf den Lehrstuhl für „Germanische Sprachen und Literaturen“ am Collège de France berufen, ab 1853 hatte er gemeinsam mit Edgar Quinet die Professur für „Sprachen und Literaturen des modernen Europa“ inne.
In seinen zahlreichen Feuilletonbeiträgen, von denen nur ein Teil in seinen rund dreißig Einzelbänden gesammelt wurden, widmete sich Chasles einer Vielzahl französischer wie internationaler Themen besonders aus Geschichte und Literatur. Besonders verdient machte er sich um die Vermittlung der englischen Literatur an ein französisches Publikum, etwa mit Studien über William Shakespeare und Daniel Defoe. Auch der deutschen Literatur schenkte er einige Beachtung und übersetzte etwa Jean Pauls Titan ins Französische, weitere Arbeiten befassen sich auch mit der amerikanischen, italienischen, spanischen und sogar russischen Literatur. René Wellek bezeichnet ihn in seiner Geschichte der Literaturkritik daher als den „ersten offen kosmopolitischen französischen Literaturkritiker“. Gleichwohl seien seine Arbeiten jedoch „zu weitschweifig, zu überladen mit langen Zitaten, zu ausschließlich beschreibend oder belehrend,“ als dass sie heute noch viel bedeuten könnten; es mangele Chasles zugleich an echter Gelehrsamkeit wie an einer stringenten literarischen Theorie, der Historismus habe bei ihm gar zu einem „historischen Relativismus geführt, zur Preisgabe aller Maßstäbe und folglich zu einer Auflösung der Literaturkritik.“

## Werke
Literaturkritische und historische Arbeiten
- Tableau de la marche et des progrès de la littérature française au seizième siècle. Didot, Paris 1828. (Digitalisat)
- Caractères et paysages (1833)
- Révolution d’Angleterre. Charles Ier, sa cour, son peuple et son Parlement, 1630 à 1660, histoire anecdotique et pittoresque du mouvement social et de la guerre civile en Angleterre, au dix-septième siècle (1844)
- Le Dix-huitième siècle en Angleterre (2 Bände, 1846)
- Études sur l’antiquité, précédées d’un essai sur les phases de l’histoire littéraire et sur les influences intellectuelles des races (1847)
- Études sur les premiers temps du christianisme et sur le moyen âge (1847)
- Olivier Cromwell, sa vie privée, ses discours publics, sa correspondance particulière, précédés d’un examen historique des biographes et historiens d’Olivier Cromwell (1847)
- Études sur l’Espagne et sur les influences de la littérature espagnole en France et en Italie (1847; Digitalisat)
- Études sur la littérature et les mœurs de l’Angleterre au XIXe siècle (1850)
- Études sur les hommes et les mœurs au XIXe siècle. Portraits contemporains, scènes de voyage, souvenirs de jeunesse (1850)
- Études sur la littérature et les mœurs des Anglo-Américains au XIXe siècle (1851)
- Études sur W. Shakspeare, Marie Stuart et l’Arétin. Le drame, les mœurs et la religion au XVIe siècle (1852)
- Études sur l’Allemagne ancienne et moderne (1854)
- Mœurs et voyages, ou Récits du monde nouveau (1855; Digitalisat)
- Scènes des camps et des bivouacs hongrois pendant la campagne de 1848-1849. Extraits des mémoires d’un officier autrichien (1855)
- Souvenirs d’un médecin. Le Médecin des pauvres, d’après Samuel Warren, Kingsby, Mayhew. Précédé d’un coup d’œil sur le paupérisme, la charité et les institutions charitables en Angleterre (1855)
- Le Vieux Médecin, pour faire suite aux Souvenirs d’un médecin, d’après Samuel Warren, Crabbe, Grattan, etc. (1859)
- Études sur l’Allemagne au XIXe siècle (1861)
- Virginie de Leyva ou intérieur d’un couvent de femmes en Italie au commencement du dix-septième siècle (1861)
- Galileo Galilei: sa vie, son procès et ses contemporains, d’après les documents originaux (1862; Digitalisat)
- Voyages d’un critique à travers la vie et les livres (2 Bände, 1865–1868; Digitalisate: Band 1 Band 2)
- Voyages, philosophie et beaux-arts (1866; Digitalisat)
- Questions du temps et problèmes d’autrefois. Pensées sur l’histoire, la vie sociale, la littérature. Cours du collège de France, 1841-1867 (1867)
- Études contemporaines. Théâtre, musique et voyages (1867)
- Encore sur les contemporains, leurs œuvres et leurs mœurs (1869; Digitalisat)
- La Psychologie sociale des nouveaux peuples (1875; Digitalisat)
- Études sur le seizième siècle en France, précédées d’une Histoire de la littérature et de la langue française de 1470 à 1610, et suivies d’une Chronologie de l’histoire littéraire et de l’histoire des arts de 1451 à 1610 (1876)
- La France, l’Espagne et l’Italie au XVIIe siècle (1877)

Sonstiges
- Le Père et la fille (mit Félix Bodin, 1824)
- La Fiancée de Bénarès, nuits indiennes (1825)
- Quatorze ans et l’amour, ou la Danseuse et le peintre (2 Bände, 1829)
- Contes bruns (mit Honoré de Balzac und Charles Rabou, 1832)
- La Fille du marchand, fragment de la vie privée, imité de l’anglais (1855)
- Mémoires (2 Bände, 1876–1877; Digitalisate: Band 1 Band 2)

Übersetzungen
- Jeremy Bentham: Essais de Jérémie Bentham sur la situation politique de l’Espagne, sur la constitution et sur le nouveau code espagnol, sur la constitution du Portugal, etc., traduits de l’anglais, précédés d’observations sur la révolution de la péninsule et suivis d’une traduction nouvelle de la Constitution des Cortès (1823)
- Franklin James Didier: Lettres d’un voyageur américain, ou Observations morales, politiques et littéraires sur l’état de la France… en 1815, 1816, 1817 et 1818 (1823; Digitalisat)
- Jean Paul: Œuvres (2 Bände, 1834–1835; Digitalisate: Band 1 Band 2)
- William Shakespeare: Richard III, Roméo et Juliette et le Marchand de Venise (mit Philippe Lebas und Édouard Mennechet, 1836)
- Hepworth Dixon: La Nouvelle Amérique (1869)
- Ben Jonson: Épicène ou la femme silencieuse, comédie en cinq actes (undatiert)